# Vágner Love
Vágner Silva de Souza (normalt bare kendt som Vágner Love) (født 11. juni 1984 i Rio de Janeiro, Brasilien) er en brasiliansk fodboldspiller, der spiller som angriber hos den danske Superliga klub FC Midtjylland. Han har tidligere spillet i blandt andet CSKA Moskva, Monaco og Beşiktaş.
Med CSKA Moskva vandt Love to russiske mesterskaber, tre pokaltitler, samt UEFA Cuppen i 2005.

## Landshold
Vágner Love nåede i sin tid som landsholdsspiller (2004-2007) at spille 20 kampe og score 4 mål for Brasiliens landshold, som han blandt andet vandt Copa América med i både 2004 og 2007.

## Titler
Russisk mesterskab
- 2005 og 2006 med CSKA Moskva

Russisk pokalturnering
- 2005, 2006 og 2008 med CSKA Moskva

UEFA Cup
- 2005 med CSKA Moskva

Copa América
- 2004 og 2007 med Brasilien